# Fluorescens

Först för absorptionen av en foton upp atomen (molekylen) på en högre energinivå (violett pil). Sedan omvandlas delar av den absorberade energin till andra energiformer (röda pilar). Slutligen emitteras en foton med lägre energi: Fluorescens (grön pil). Energin hos den emitterade fotonen är lägre än hos den absorberade (den gröna pilen är kortare än den violetta!).

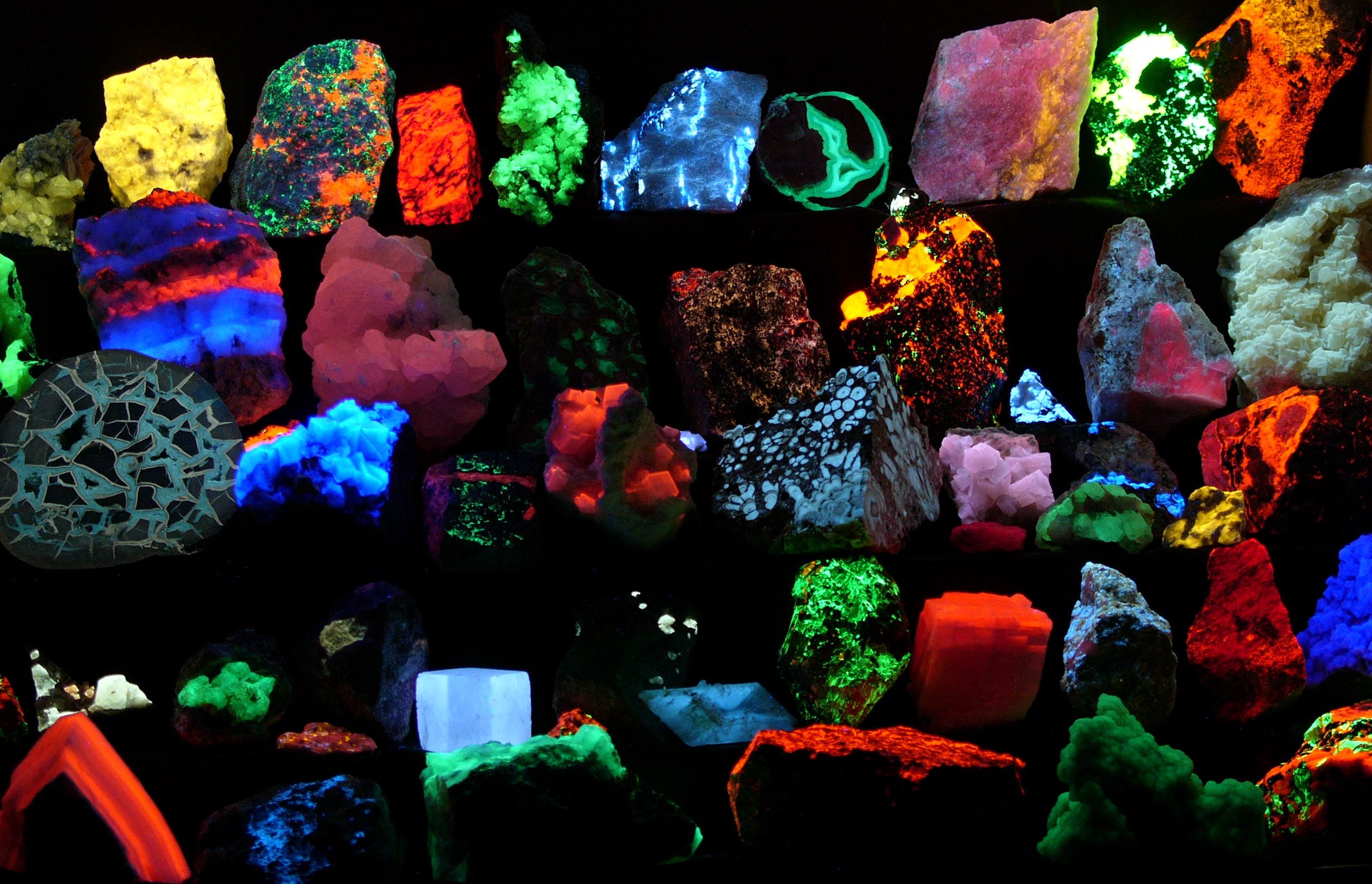
Fluorescerande mineral i UV-belysning

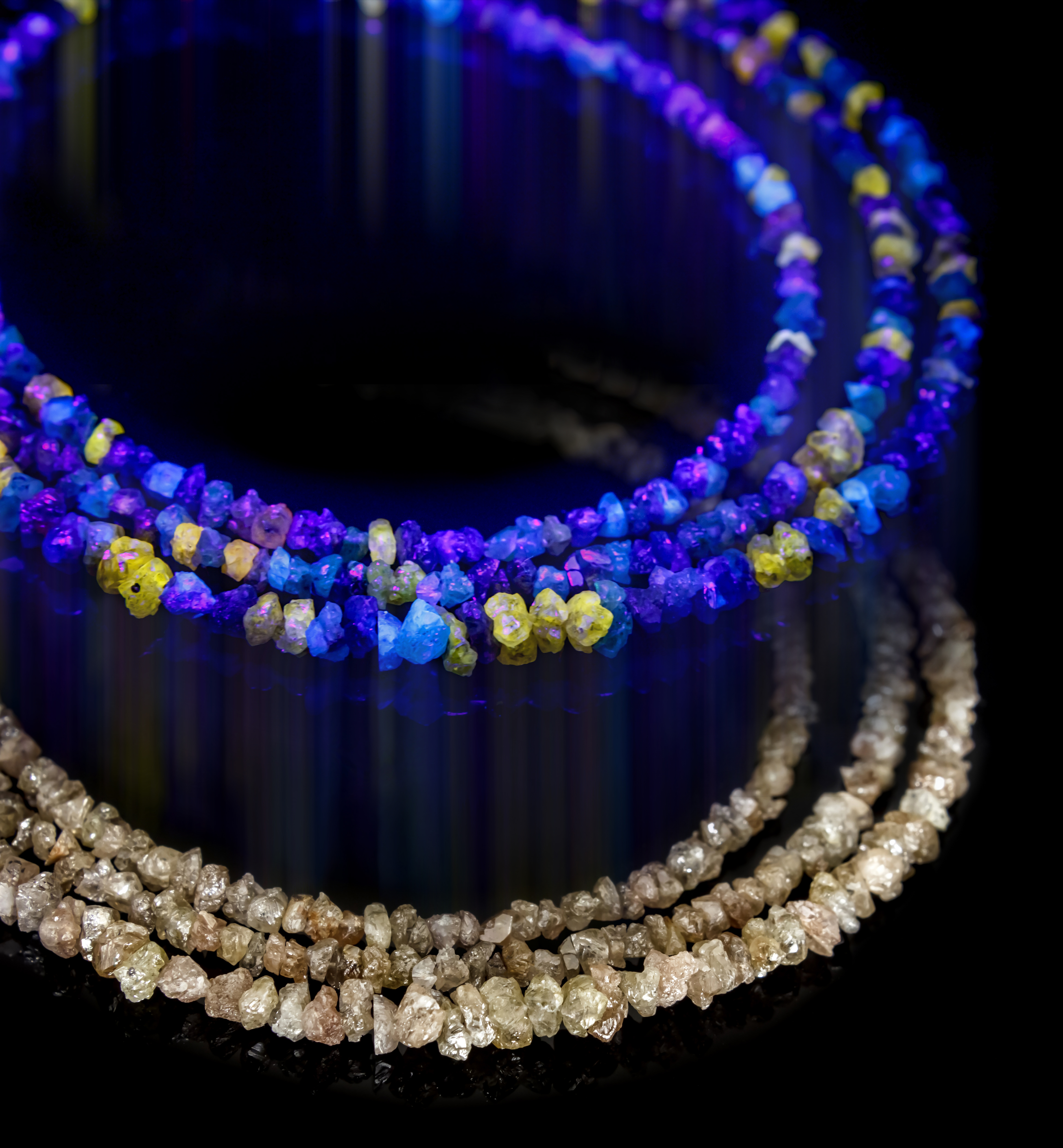
Ljusbruna rådiamanter i UV-ljus och dagsljus.

Fluorescens innebär att ett ämne som har absorberat ljus eller annan elektromagnetisk strålning, återutsänder (återemitterar) ljus. Det är alltså en process där atomer eller molekyler först exciteras genom absorption av ljuskvanta (fotoner). Vid excitationen förs atomen eller molekylen upp på en högre energinivå, och "överskottsenergi" omvandlas vanligen till (exempelvis) termisk energi (som här för enkelhetens skull kan kallas "värme"). När atomen eller molekylen återgår till grundtillståndet, vilket sker så gott som omedelbart, avges energin i form av en foton (d.v.s. ljus), vanligen med längre våglängd, d.v.s. mindre energi, än det absorberade ljuset från början hade – Stokes-skift. De mest påfallande exemplen är när ett ämne absorberar energirikt ultraviolett ljus, som våra ögon ej kan uppfatta, och emitterar (sänder ut) synligt ljus – dessa ämnen kan då upplevas som "självlysande" om de belyses med en ultraviolett ljuskälla (jämför även t.ex. lysrör och sedelkontroll under tillämpningar nedan).
Fluorescens har fått sitt namn från mineralet fluorit (kalciumfluorid) som uppvisar detta fenomen.
Ljus från fluorescens kan mätas med en fluorimeter.

## Tillämpningar
- Den elektriska urladdningen i vanliga lysrör ger initialt upphov till huvudsakligen UV-strålning. Röret har på insidan skikt (lyspulver) som frekvenstransponerar UV-strålningen. Olika ämnen ändrar frekvensen olika mycket, så att det utsända ljuset får en kulör, som bestäms av lyspulvrets art. Genom att blanda olika slags lyspulver kan man ge olika karaktär hos det resulterande ljuset, som blir ett bandspektrum.
- Tryckfärger för sedlar tillförs lyspulver. Om vissa av sedelns färger är tryckta med sådan specialpreparerad tryckfärg fluorescerar sedeln i speciella mönster om den belyses med UV-ljus. I vanlig belysning syns detta säkerhetstryck inte alls. Eftersom detta tryckförfarande är tekniskt komplicerat är det svårt för sedelförfalskare att korrekt efterlikna det äkta trycket. Man kan därför lätt skilja falska sedlar från äkta genom att betrakta dem i UV-belysning.
- Somliga mineraler har fluorescerande komponenter, andra inte. Härigenom kan man genom att betrakta en sten i UV-belysning få hjälp med bergartbestämningen.
- Automatisk brevsortering kan göras genom att man med fluorescerande färg förser kuvertet med en streckkod med adressinformation, som kan avläsas i ultraviolett belysning utan att störas av annat som kan finnas markerat på kuvertet.
- Tvättmedel tillförs ibland s.k. optiska vitmedel för att tvättgodset skall se renare ut än det egentligen är. Man utnyttjar då att solljuset innehåller även ultravioletta komponenter utöver det vanliga ljuset. Numera har dock optiska vitmedel i stort sett försvunnit ur svenska produkter av miljöskäl.[1] Även papper behandlas ibland med optiska vitmedel (enligt Naturskyddsföreningens Bra Miljöval får papper inte innehålla optiska vitmedel).
- På nattklubbar och liknande med dämpad belysning använder man dessutom ultraviolett belysning. Gästernas vita skjortor och annat lyser då effektfullt. Även människors tänder fluorescerar i UV-belysning.
- Tavelförfalskningar kan ibland avslöjas i UV-belysning, om förfalskaren använder andra färger än originalkonstnären själv. Reparationer, som är så gott som oupptäckbara i vanlig belysning, syns mycket tydligt i UV-belysning, om färgen i reparationen har annan kemisk sammansättning, och sålunda annan fluorescens än den omgivande målningen.